# 馬渕和夫
馬渕 和夫（まぶち かずお、1918年3月19日 - 2011年11月24日）は、日本の国語学者。筑波大学名誉教授、東京成徳短期大学名誉教授。勲三等瑞宝章受章。長く「馬淵和夫」の表記を用いた。

## 人物
愛知県名古屋市生まれ。東京文理科大学卒、1961年「日本韻学史の研究」で東京教育大学より文学博士の学位を取得。東京教育大学、筑波大学教授、1981年定年退官、名誉教授、東京成徳短期大学教授、2003年退職。1995年春、勲三等瑞宝章受勲。

## 業績
馬渕の研究対象は広範囲にわたり、そのような意味においては総合性が大きな特色の一つであるといえるが、新たに開拓された分野として真っ先に挙がるのは、悉曇学や日本語の音韻史である。直接的には、日本における古代以来の言語に関するもので、「近代以降に確立された学問領域の枠組みでは捉えられない対象が、過去の日本の学問の中に厳然と存在する」という認識が出発点となっている。
このほか、古辞書の研究や編集に携わった。

## 著書

### 単著
- 『玉篇佚文補正』馬淵和夫 東京教育大学東京文理科大学国語国文学会 1952
- 『古典文法 整理とまとめ方』馬淵和夫 有精堂出版 1952 (サマリー・シリーズ)
- 『韻鏡校本と広韻索引』馬淵和夫 日本学術振興会 1954  のち巌南堂書店
- 『古典解釈文法』馬淵和夫 有精堂出版 1955
- 『古文・現代文重要単語』績文堂出版 1958
- 『小学国語辞典』馬淵和夫 講談社 1960.11
- 『日本韻学史の研究』第1-3 馬淵和夫 日本学術振興会 1962-1965
- 『古文の文法別記』馬淵和夫 武蔵野書院 1963.12
- 『古文の文法』馬淵和夫 武蔵野書院 1963.4
- 『上代のことば』馬淵和夫 至文堂 1968 (日本文法新書)
- 『国語音韻論』馬淵和夫 笠間書院 1971
- 『醍醐寺蔵探要法花験記』馬淵和夫 武蔵野書院 1985.11
- 『奈良・平安ことば百話』馬淵和夫 東京美術 1988.9 (東京美術選書)
- 『五十音図の話』馬淵和夫 大修館書店 1993.7
- 『講談社キャンパス古語辞典』馬淵和夫 講談社 1995.11
- 『古典の窓』馬淵和夫 大修館書店 1996.6
- 『国語史叢考』馬淵和夫 笠間書院 1996.12 (笠間叢書)
- 『古代日本語の姿』武蔵野書院 1999.1
- 『悉曇章の研究』勉誠出版 2006.3

### 共編著・校注など
- 『源氏物語の研究』馬淵和夫,今野達共著 績文堂出版 1959 (古典解釈シリーズ)
- 『文語文法便覧』梅津彰人共編 績文堂出版 1959.7
- 『講談社古語辞典』佐伯梅友,馬淵和夫編 1969  のち学術文庫
- 『今昔物語集』1-4 馬淵和夫,国東文麿,今野達校注・訳 小学館 1971-1976 (日本古典文学全集) （新編では馬淵,国東,稲垣泰一校注・訳）
- 『和名類聚抄古写本・声点本本文および索引』源順 馬淵和夫 風間書房 1973
- 『日本の説話 第7巻 言葉と表現』山田俊雄,馬淵和夫編 東京美術 1974
- 『常用語辞典』馬淵和夫,梅津彰人編 1982.2 (講談社学術文庫)
- 『影印注解悉曇学書選集』全5巻 馬淵和夫 勉誠社 1985-1991
- 『完訳日本の古典 今昔物語集』1-4 国東文麿,今野達共訳 小学館 1986.1
- 『日本語の起源 世界の言語学者による論集』馬淵和夫編 武蔵野書院 1986.7
- 『真言伝 対校 馬淵和夫博士古稀記念』栄海 勉誠社 1988.9
- 『新日本古典文学大系31 三宝絵』源為憲 馬淵和夫,小泉弘校注 岩波書店 1997.9
- 『中世説話の<意味>』笠間書院 1998.2 (叢書日本語の文化史1)
- 『国語学史 日本人の言語研究の歴史』出雲朝子共著 笠間書院 1999.1
- 『芸能の表現 説話とのかかわり』田口和夫共編 笠間書院 2001.5 (叢書日本語の文化史)
- 『古写本和名類聚抄集成』第1-3部 勉誠出版 2008.8

## 記念論集
- 『馬淵和夫博士退官記念国語学論集』大修館書店 1981.7
- 『馬淵和夫博士退官記念説話文学論集』大修館書店 1981.7